# Vyšná Polianka
Vyšná Polianka est un village de Slovaquie situé dans la région de Prešov.

## Histoire
Première mention écrite du village en 1572.

## Démographie

### Évolution de la population
| Année:               | 1994. | 2004.    | 2014.    | 2024.   |
| -------------------- | ----- | -------- | -------- | ------- |
| Nombre de personnes: | 153   | 135      | 113      | 110     |
| Différence:          |       | -11,76 % | -16,29 % | -2,65 % |

| Année:               | 2023. | 2024.   |
| -------------------- | ----- | ------- |
| Nombre de personnes: | 109   | 110     |
| Différence:          |       | +0,91 % |